# Miconia herzogii
Miconia herzogii är en tvåhjärtbladig växtart som beskrevs av Célestin Alfred Cogniaux. Miconia herzogii ingår i släktet Miconia och familjen Melastomataceae. Inga underarter finns listade i Catalogue of Life.